# Ірга колосиста
Ірга колосиста, садова ірга колосиста,  (Amelanchier spicata) — вид рослин з родини розових (Rosaceae), поширений на сході Канади й США.

## Опис
Чагарник заввишки 1–3 м. Верхівки зав'язі густо запушені. Листки широко-еліптичні або овальні, 2.5–4 см завдовжки, 1.5–3.5 см шириною, на краю гостро-зубчасті. Суцвіття — густі багатоквіткові китиці. Плоди чорні, з сизою поволокою. Квітки: чашолистки (1.7)2–3(4.4) мм; пелюстки лінійно-довгасті, (5.5)6.5–9(11) × (2)2.7–4.4(6.5) мм; тичинок (10)20. Плід — яблуко 7–12 мм. 2n = 3x, 4x.

## Поширення
Поширений на сході Канади й США; інтродукований та натуралізований у деяких країнах Європи.
В Україні вид зростає у парках і садах — на всій території.

## Використання
Декоративна, харчова рослина.

## Галерея

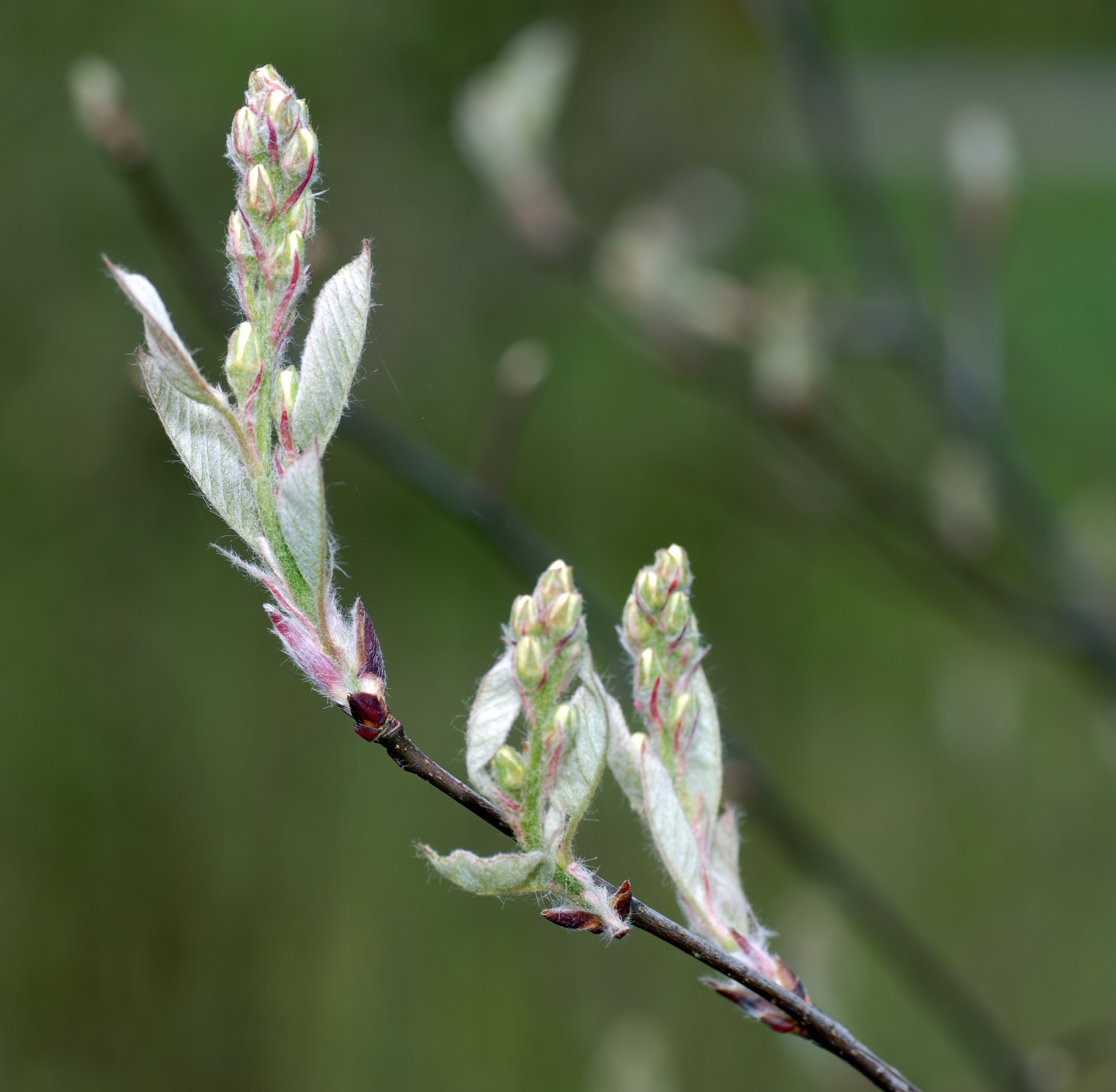
молодий пагін
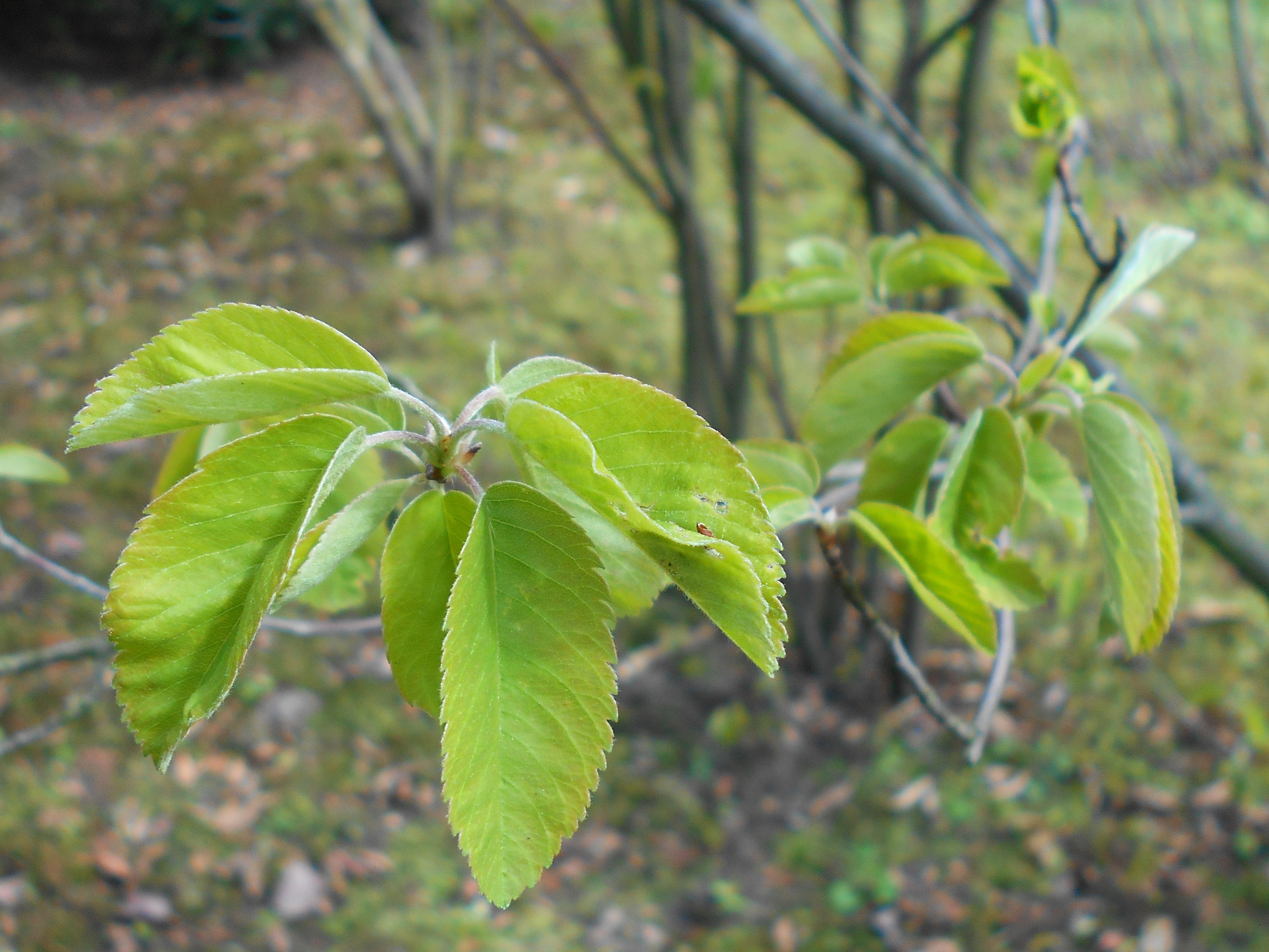
листки
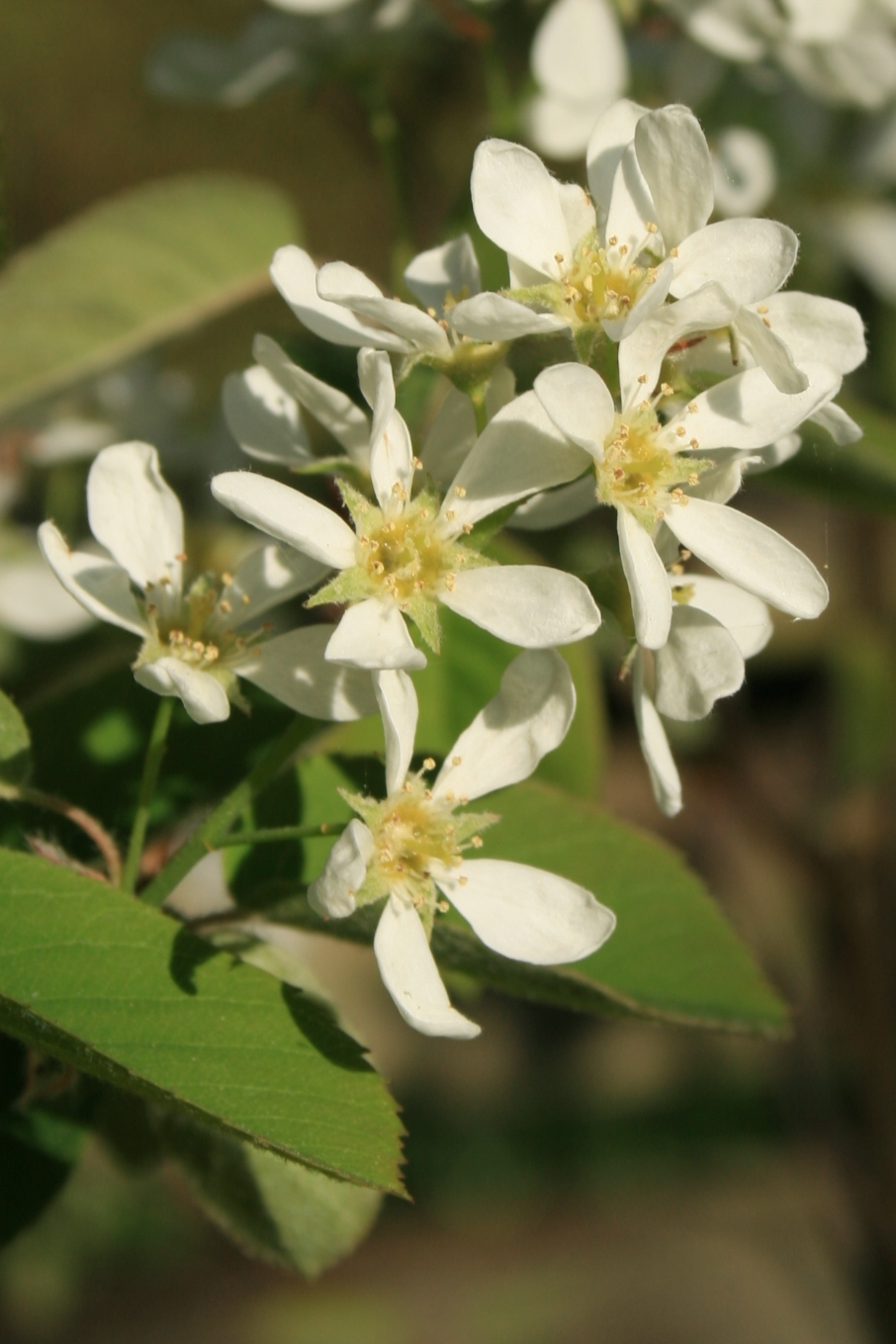
квіти
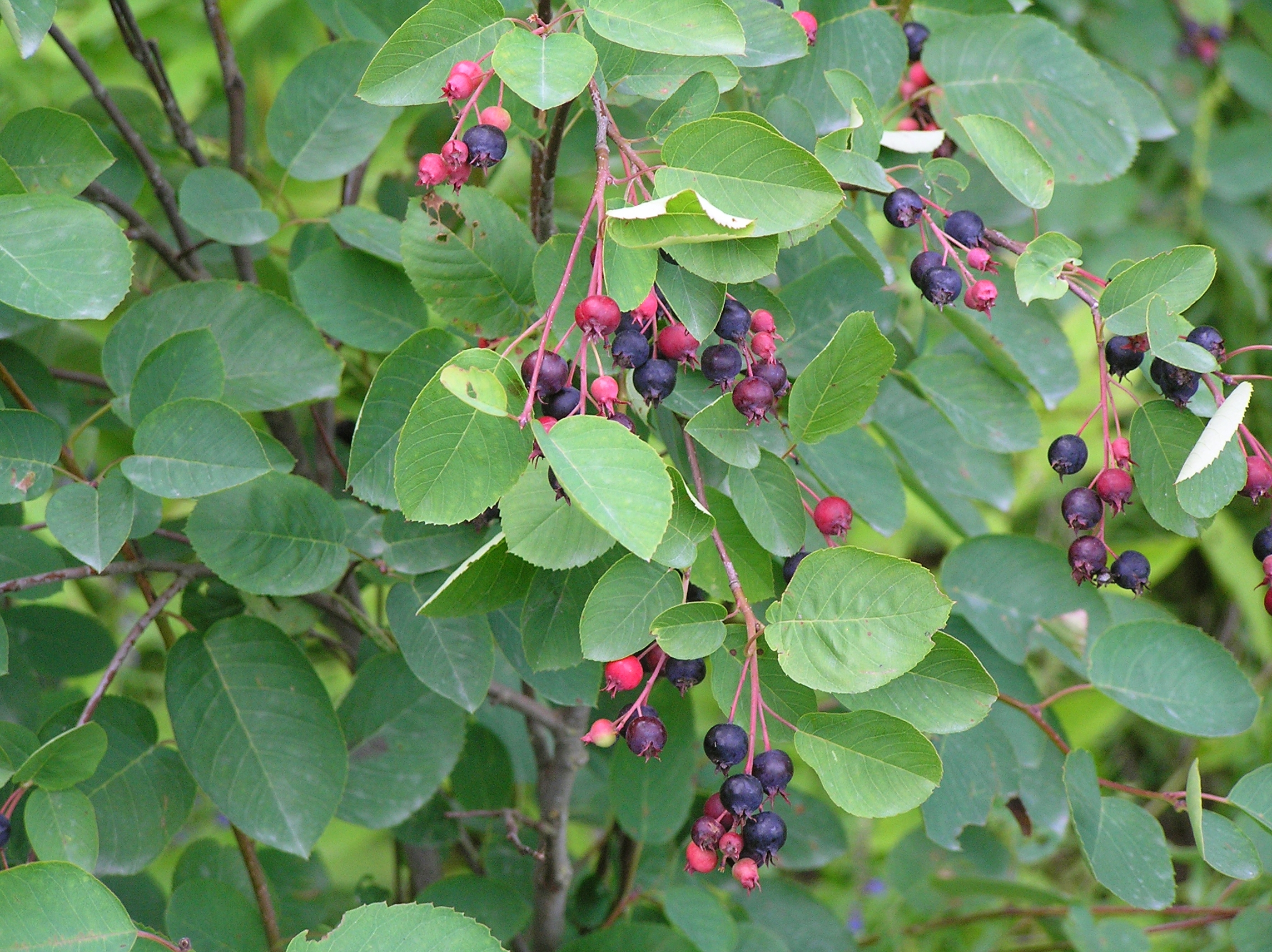
плоди